# Eleições parlamentares europeias de 2004 no distrito de Évora
| Eleições parlamentares europeias de 2004 em Portugal Distritos: Aveiro \| Beja \| Braga \| Bragança \| Castelo Branco \| Coimbra \| Évora \| Faro \| Guarda \| Leiria \| Lisboa \| Portalegre \| Porto \| Santarém \| Setúbal \| Viana do Castelo \| Vila Real \| Viseu \| Açores \| Madeira \| Estrangeiro |

## Resultados por Concelho
Os resultados nos concelhos do Distrito de Évora foram os seguintes:

### Alandroal
| Partido                 | Partido                                         | Votos | %               | +/-  |
| ----------------------- | ----------------------------------------------- | ----- | --------------- | ---- |
|                         | Partido Socialista                              | 1 021 | 44,35 / 100,00  | 5,48 |
|                         | Coligação Democrática Unitária                  | 840   | 36,49 / 100,00  | 3,32 |
|                         | Força Portugal                                  | 259   | 11,25 / 100,00  | 3,16 |
|                         | Partido Comunista dos Trabalhadores Portugueses | 74    | 3,21 / 100,00   | 0,12 |
|                         | Bloco de Esquerda                               | 33    | 1,43 / 100,00   | 1,01 |
|                         | Outros                                          | 34    | 1,47 / 100,00   |      |
| Votos Inválidos         | Votos Inválidos                                 | 41    | 1,78 / 100,00   | 0,21 |
| Total                   | Total                                           | 2 302 | 100,00 / 100,00 |      |
| Eleitorado/Participação | Eleitorado/Participação                         | 5 775 | 39,86 / 100,00  | 0,86 |

### Arraiolos
| Partido                 | Partido                                         | Votos | %               | +/-  |
| ----------------------- | ----------------------------------------------- | ----- | --------------- | ---- |
|                         | Coligação Democrática Unitária                  | 1 241 | 40,44 / 100,00  | 5,03 |
|                         | Partido Socialista                              | 1 134 | 36,95 / 100,00  | 3,76 |
|                         | Força Portugal                                  | 375   | 12,22 / 100,00  | 1,24 |
|                         | Partido Comunista dos Trabalhadores Portugueses | 110   | 3,58 / 100,00   | 0,76 |
|                         | Bloco de Esquerda                               | 81    | 2,64 / 100,00   | 1,53 |
|                         | Outros                                          | 50    | 1,62 / 100,00   |      |
| Votos Inválidos         | Votos Inválidos                                 | 78    | 2,54 / 100,00   | 0,37 |
| Total                   | Total                                           | 3 069 | 100,00 / 100,00 |      |
| Eleitorado/Participação | Eleitorado/Participação                         | 6 404 | 47,92 / 100,00  | 0,04 |

### Borba
| Partido                 | Partido                                         | Votos | %               | +/-  |
| ----------------------- | ----------------------------------------------- | ----- | --------------- | ---- |
|                         | Partido Socialista                              | 1 513 | 57,73 / 100,00  | 3,68 |
|                         | Coligação Democrática Unitária                  | 420   | 16,02 / 100,00  | 3,73 |
|                         | Força Portugal                                  | 397   | 15,15 / 100,00  | 4,19 |
|                         | Bloco de Esquerda                               | 86    | 3,28 / 100,00   | 2,15 |
|                         | Partido Comunista dos Trabalhadores Portugueses | 81    | 3,09 / 100,00   | 1,21 |
|                         | Outros                                          | 47    | 1,80 / 100,00   |      |
| Votos Inválidos         | Votos Inválidos                                 | 77    | 2,94 / 100,00   | 0,34 |
| Total                   | Total                                           | 2 621 | 100,00 / 100,00 |      |
| Eleitorado/Participação | Eleitorado/Participação                         | 6 661 | 39,35 / 100,00  | 3,49 |

### Estremoz
| Partido                 | Partido                                         | Votos  | %               | +/-  |
| ----------------------- | ----------------------------------------------- | ------ | --------------- | ---- |
|                         | Partido Socialista                              | 2 473  | 47,62 / 100,00  | 2,43 |
|                         | Força Portugal                                  | 1 318  | 25,38 / 100,00  | 3,04 |
|                         | Coligação Democrática Unitária                  | 845    | 16,27 / 100,00  | 1,65 |
|                         | Bloco de Esquerda                               | 168    | 3,24 / 100,00   | 1,95 |
|                         | Partido Comunista dos Trabalhadores Portugueses | 117    | 2,25 / 100,00   | 0,30 |
|                         | Outros                                          | 140    | 2,69 / 100,00   |      |
| Votos Inválidos         | Votos Inválidos                                 | 132    | 2,54 / 100,00   | 1,29 |
| Total                   | Total                                           | 5 193  | 100,00 / 100,00 |      |
| Eleitorado/Participação | Eleitorado/Participação                         | 13 603 | 38,18 / 100,00  | 2,12 |

### Évora
| Partido                 | Partido                                         | Votos  | %               | +/-  |
| ----------------------- | ----------------------------------------------- | ------ | --------------- | ---- |
|                         | Partido Socialista                              | 8 318  | 46,89 / 100,00  | 1,81 |
|                         | Força Portugal                                  | 3 717  | 20,95 / 100,00  | 3,61 |
|                         | Coligação Democrática Unitária                  | 3 623  | 20,42 / 100,00  | 1,07 |
|                         | Bloco de Esquerda                               | 896    | 5,05 / 100,00   | 2,66 |
|                         | Partido Comunista dos Trabalhadores Portugueses | 293    | 1,65 / 100,00   | 0,17 |
|                         | Outros                                          | 351    | 1,97 / 100,00   |      |
| Votos Inválidos         | Votos Inválidos                                 | 543    | 3,06 / 100,00   | 0,32 |
| Total                   | Total                                           | 17 741 | 100,00 / 100,00 |      |
| Eleitorado/Participação | Eleitorado/Participação                         | 45 980 | 38,58 / 100,00  | 3,45 |

### Montemor-o-Novo
| Partido                 | Partido                                         | Votos  | %               | +/-  |
| ----------------------- | ----------------------------------------------- | ------ | --------------- | ---- |
|                         | Coligação Democrática Unitária                  | 3 077  | 40,53 / 100,00  | 3,25 |
|                         | Partido Socialista                              | 2 750  | 36,23 / 100,00  | 2,98 |
|                         | Força Portugal                                  | 1 068  | 14,07 / 100,00  | 1,77 |
|                         | Partido Comunista dos Trabalhadores Portugueses | 246    | 3,24 / 100,00   | 0,74 |
|                         | Bloco de Esquerda                               | 162    | 2,13 / 100,00   | 1,16 |
|                         | Outros                                          | 121    | 1,60 / 100,00   |      |
| Votos Inválidos         | Votos Inválidos                                 | 167    | 2,20 / 100,00   | 0,25 |
| Total                   | Total                                           | 7 591  | 100,00 / 100,00 |      |
| Eleitorado/Participação | Eleitorado/Participação                         | 15 644 | 48,52 / 100,00  | 0,96 |

### Mora
| Partido                 | Partido                                         | Votos | %               | +/-  |
| ----------------------- | ----------------------------------------------- | ----- | --------------- | ---- |
|                         | Coligação Democrática Unitária                  | 925   | 40,04 / 100,00  | 0,34 |
|                         | Partido Socialista                              | 752   | 32,55 / 100,00  | 1,27 |
|                         | Força Portugal                                  | 390   | 16,88 / 100,00  | 5,44 |
|                         | Partido Comunista dos Trabalhadores Portugueses | 77    | 3,33 / 100,00   | 0,69 |
|                         | Bloco de Esquerda                               | 48    | 2,08 / 100,00   | 1,58 |
|                         | Outros                                          | 55    | 2,38 / 100,00   |      |
| Votos Inválidos         | Votos Inválidos                                 | 63    | 2,73 / 100,00   | 0,22 |
| Total                   | Total                                           | 2 310 | 100,00 / 100,00 |      |
| Eleitorado/Participação | Eleitorado/Participação                         | 5 319 | 43,43 / 100,00  | 0,60 |

### Mourão
| Partido                 | Partido                                         | Votos | %               | +/-  |
| ----------------------- | ----------------------------------------------- | ----- | --------------- | ---- |
|                         | Partido Socialista                              | 529   | 58,71 / 100,00  | 1,34 |
|                         | Força Portugal                                  | 250   | 27,75 / 100,00  | 0,47 |
|                         | Coligação Democrática Unitária                  | 65    | 7,21 / 100,00   | 2,32 |
|                         | Partido Comunista dos Trabalhadores Portugueses | 20    | 2,22 / 100,00   | 1,22 |
|                         | Bloco de Esquerda                               | 10    | 1,11 / 100,00   | 0,71 |
|                         | Outros                                          | 11    | 1,66 / 100,00   |      |
| Votos Inválidos         | Votos Inválidos                                 | 16    | 1,77 / 100,00   | 1,44 |
| Total                   | Total                                           | 901   | 100,00 / 100,00 |      |
| Eleitorado/Participação | Eleitorado/Participação                         | 2 573 | 35,02 / 100,00  | 2,62 |

### Portel
| Partido                 | Partido                                         | Votos | %               | +/-  |
| ----------------------- | ----------------------------------------------- | ----- | --------------- | ---- |
|                         | Partido Socialista                              | 1 058 | 45,04 / 100,00  | 3,43 |
|                         | Coligação Democrática Unitária                  | 914   | 38,91 / 100,00  | 1,98 |
|                         | Força Portugal                                  | 179   | 7,62 / 100,00   | 2,88 |
|                         | Partido Comunista dos Trabalhadores Portugueses | 86    | 3,66 / 100,00   | 0,97 |
|                         | Bloco de Esquerda                               | 35    | 1,49 / 100,00   | 0,72 |
|                         | Outros                                          | 34    | 1,45 / 100,00   |      |
| Votos Inválidos         | Votos Inválidos                                 | 43    | 1,83 / 100,00   | 0,43 |
| Total                   | Total                                           | 2 349 | 100,00 / 100,00 |      |
| Eleitorado/Participação | Eleitorado/Participação                         | 6 158 | 38,15 / 100,00  | 1,32 |

### Redondo
| Partido                 | Partido                                         | Votos | %               | +/-  |
| ----------------------- | ----------------------------------------------- | ----- | --------------- | ---- |
|                         | Partido Socialista                              | 828   | 43,06 / 100,00  | 1,45 |
|                         | Coligação Democrática Unitária                  | 515   | 26,78 / 100,00  | 2,75 |
|                         | Força Portugal                                  | 338   | 17,48 / 100,00  | 2,69 |
|                         | Bloco de Esquerda                               | 78    | 4,06 / 100,00   | 2,74 |
|                         | Partido Comunista dos Trabalhadores Portugueses | 67    | 3,48 / 100,00   | 0,05 |
|                         | Outros                                          | 33    | 1,73 / 100,00   |      |
| Votos Inválidos         | Votos Inválidos                                 | 64    | 3,33 / 100,00   | 0,98 |
| Total                   | Total                                           | 1 923 | 100,00 / 100,00 |      |
| Eleitorado/Participação | Eleitorado/Participação                         | 6 279 | 30,63 / 100,00  | 1,44 |

### Reguengos de Monsaraz
| Partido                 | Partido                                         | Votos | %               | +/-  |
| ----------------------- | ----------------------------------------------- | ----- | --------------- | ---- |
|                         | Partido Socialista                              | 1 771 | 58,12 / 100,00  | 0,16 |
|                         | Força Portugal                                  | 602   | 19,76 / 100,00  | 2,31 |
|                         | Coligação Democrática Unitária                  | 391   | 12,83 / 100,00  | 0,43 |
|                         | Partido Comunista dos Trabalhadores Portugueses | 72    | 2,36 / 100,00   | 0,50 |
|                         | Bloco de Esquerda                               | 70    | 2,30 / 100,00   | 1,46 |
|                         | Outros                                          | 60    | 1,96 / 100,00   |      |
| Votos Inválidos         | Votos Inválidos                                 | 81    | 2,65 / 100,00   | 0,05 |
| Total                   | Total                                           | 3 047 | 100,00 / 100,00 |      |
| Eleitorado/Participação | Eleitorado/Participação                         | 9 179 | 33,20 / 100,00  | 1,78 |

### Vendas Novas
| Partido                 | Partido                                         | Votos  | %               | +/-  |
| ----------------------- | ----------------------------------------------- | ------ | --------------- | ---- |
|                         | Partido Socialista                              | 1 537  | 36,49 / 100,00  | 1,46 |
|                         | Coligação Democrática Unitária                  | 1 363  | 32,36 / 100,00  | 0,43 |
|                         | Força Portugal                                  | 838    | 19,90 / 100,00  | 3,32 |
|                         | Partido Comunista dos Trabalhadores Portugueses | 116    | 2,75 / 100,00   | 0,30 |
|                         | Bloco de Esquerda                               | 104    | 2,47 / 100,00   | 1,64 |
|                         | Outros                                          | 114    | 2,70 / 100,00   |      |
| Votos Inválidos         | Votos Inválidos                                 | 140    | 3,33 / 100,00   | 0,91 |
| Total                   | Total                                           | 4 212  | 100,00 / 100,00 |      |
| Eleitorado/Participação | Eleitorado/Participação                         | 10 262 | 41,04 / 100,00  | 1,41 |

### Viana do Alentejo
| Partido                 | Partido                                         | Votos | %               | +/-  |
| ----------------------- | ----------------------------------------------- | ----- | --------------- | ---- |
|                         | Partido Socialista                              | 759   | 42,43 / 100,00  | 4,20 |
|                         | Coligação Democrática Unitária                  | 582   | 32,53 / 100,00  | 4,14 |
|                         | Força Portugal                                  | 215   | 12,02 / 100,00  | 3,01 |
|                         | Partido Comunista dos Trabalhadores Portugueses | 74    | 4,14 / 100,00   | 0,97 |
|                         | Bloco de Esquerda                               | 60    | 3,35 / 100,00   | 2,24 |
|                         | Outros                                          | 47    | 2,62 / 100,00   |      |
| Votos Inválidos         | Votos Inválidos                                 | 52    | 2,91 / 100,00   | 1,37 |
| Total                   | Total                                           | 1 789 | 100,00 / 100,00 |      |
| Eleitorado/Participação | Eleitorado/Participação                         | 4 803 | 37,25 / 100,00  | 0,50 |

### Vila Viçosa
| Partido                 | Partido                                         | Votos | %               | +/-  |
| ----------------------- | ----------------------------------------------- | ----- | --------------- | ---- |
|                         | Partido Socialista                              | 1 097 | 47,92 / 100,00  | 4,14 |
|                         | Força Portugal                                  | 533   | 23,29 / 100,00  | 4,87 |
|                         | Coligação Democrática Unitária                  | 431   | 18,83 / 100,00  | 0,77 |
|                         | Bloco de Esquerda                               | 70    | 3,06 / 100,00   | 1,49 |
|                         | Partido Comunista dos Trabalhadores Portugueses | 53    | 2,32 / 100,00   | 0,53 |
|                         | Outros                                          | 43    | 1,88 / 100,00   |      |
| Votos Inválidos         | Votos Inválidos                                 | 62    | 2,71 / 100,00   | 0,18 |
| Total                   | Total                                           | 2 289 | 100,00 / 100,00 |      |
| Eleitorado/Participação | Eleitorado/Participação                         | 7 428 | 30,82 / 100,00  | 6,46 |